# Mobilità dell'ultimo chilometro
Nella logistica, distribuzione e pianificazione del trasporto, la mobilità dell'ultimo chilometro, il trasporto dell'ultimo chilometro o semplicemente l'ultimo chilometro (tradotto letteralmente dall'inglese come "ultimo miglio"), si riferisce al tratto finale del trasporto di persone e merci. Questa fase finale corrisponde alla distribuzione da determinati nodi al destino finale ed è caratterizzata da una maggiore complessità rispetto al resto del viaggio a causa dell'aumento esponenziale del numero di percorsi e destinazioni possibili.
La mobilità dell'ultimo chilometro è un campo sempre più studiato a causa dell'aumento del numero di consegne ai consumatori. Tra le sfide ci sono l'aumento dell'efficienza, il miglioramento delle infrastrutture o la riduzione dei costi e dell'impatto ambientale.

## La storia
Il termine "ultimo miglio" è stato originariamente utilizzato nel settore delle telecomunicazioni per descrivere la difficoltà di collegare le abitazioni e le aziende degli utenti finali alla rete di telecomunicazioni principale. L'ultimo "miglio" di cavo o filo è utilizzato da un solo cliente. In questo modo, il costo dell'installazione e della manutenzione di questa infrastruttura può essere ammortizzato per un solo abbonato rispetto a quello di molti clienti sulle "dorsali" principali della rete. 
La gestione della catena di fornitura dell'ultimo miglio descrive un problema simile nel trasporto di persone o merci. Nelle reti di trasporto merci, i pacchi possono essere consegnati in modo efficiente a un hub centrale via mare, ferrovia o altri mezzi, ma devono poi essere caricati su veicoli più piccoli per essere consegnati ai singoli clienti. Nelle reti di trasporto, l'"ultimo miglio" descrive il costo marginale crescente per portare le persone da un nodo di trasporto, come un aeroporto o una stazione ferroviaria, alla loro destinazione finale.

## Il problema dell'ultimo miglio
Il problema dell'ultimo miglio è dovuto al fatto che l'ultimo miglio è la fase più costosa dell'intero processo logistico. Infatti, rappresenta il 53% del costo totale della fornitura. I fattori che determinano l'elevato costo della consegna dell'ultimo miglio sono molteplici:
- Le condizioni di denso sviluppo urbano comportano maggiori problemi di sosta e navigazione.
- La crescita del commercio elettronico aumenta i costi di spedizione su piccola scala.
- Le aspettative dei clienti per una consegna rapida rafforzano la necessità di ricorrere a costose opzioni espresse.
- Mantenere una forza lavoro qualificata per il parto.
- Aumento dei prezzi del carburante, della manutenzione e dell'assistenza dei veicoli

Il problema dell'ultimo miglio viene solitamente risolto attraverso tecniche di ottimizzazione del percorso che consentono di ridurre il chilometraggio, il consumo di carburante e le ore di funzionamento. Le aziende del settore dell'ultimo miglio possono ottimizzare i percorsi manualmente o utilizzare una piattaforma tecnologica per la gestione delle consegne.

## Reti di distribuzione e trasporto
Il trasporto tramite reti ferroviarie o navali solitamente è molto efficiente. Tuttavia, una volta che le persone e le merci arrivano a una stazione o a un porto di carico, devono essere trasportate fino alla loro destinazione finale. Questo tratto finale solitamente è molto meno efficiente e può aumentare il costo fino al 50% o più. Questo problema riguarda tutte le consegne nelle aree urbane, contribuendo alla congestione stradale.
La pianificazione urbanistica stessa può migliorare o peggiorare il problema dell'ultimo chilometro. Le città compatte hanno una maggiore efficienza nel trasporto pubblico, mentre le città diffuse, con una minore densità di popolazione, favoriscono l'uso di veicoli privati e quindi l'ingorghi e l'inquinamento ambientale.

## Soluzioni al problema dell'ultimo chilometro

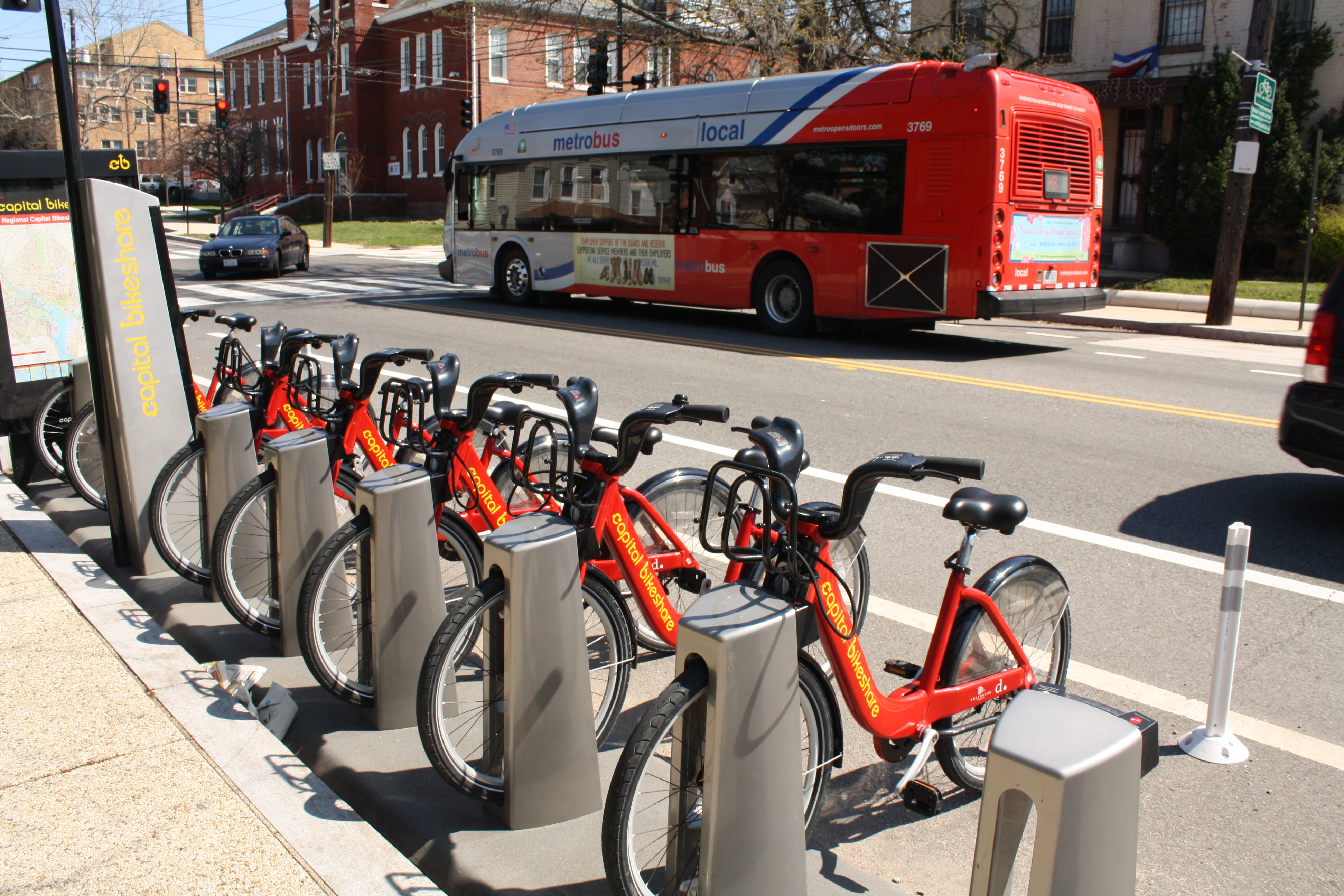
I sistemi di biciclette condivise, l'intermodalità o il mobilità attiva sono stati citati come soluzioni al problema dell'ultimo chilometro.

Tra le soluzioni adottate per affrontare il problema dell'ultimo chilometro ci sono la promozione delle consegne in bicicletta, il trasporto collettivo, le biciclette e i veicoli condivisi o i sistemi di micromobilità, oltre a incoraggiare una progettazione urbana più efficiente, come la città di 15 minuti o infrastrutture che consentono una maggiore varietà di mezzi di trasporto, come le piste ciclabili.
Alcune aziende di spedizione hanno adottato la centralizzazione delle consegne in determinate caselle o negozi sparsi per la città, in modo da evitare la consegna a ogni domicilio, ma allo stesso tempo evitando la congestione del traffico poiché i punti di ritiro si trovano a distanze camminabile a piedi dai clienti.